# Creuse
Creuse là một tỉnh của Pháp, thuộc vùng hành chính Nouvelle-Aquitaine, tỉnh lỵ Guéret, bao gồm 2 quận với các quận lỵ còn lại là: Aubusson.

## Lịch sử
Creuse là một trong 83 tỉnh ban đầu được tạo ra trong cuộc Cách mạng Pháp ngày 4 tháng 3 năm 1790. Nó được tạo ra từ tỉnh La Marche cũ.
Hạt Marche là một hạt của Pháp thời trung cổ, tương đương với khu vực hiện đại của Creuse. Marche lần đầu tiên xuất hiện như một hòn đảo riêng biệt vào khoảng giữa thế kỷ thứ 10, khi William III, Công tước xứ Aquitaine, đưa nó cho một trong những chư hầu tên là Boso, người đã lấy danh hiệu. Vào thế kỷ 12, đế đế được truyền cho gia đình Lusignan. Đôi khi họ cũng đếm Angoulême và đếm Limousin. Với cái chết của Count Guy vô số năm 1308, tài sản của ông ở La Marche bị Philip IV tịch thu bởi Pháp. Năm 1316 nhà vua làm La Marche một phụ tá cho con trai út của ông hoàng tử, sau đó Charles IV. Vài năm sau, vào năm 1327, La Marche được đưa vào tay nhà Bourbon. Gia đình Armagnac đã giữ nó từ năm 1435 đến năm 1477, khi nó quay lại Bourbons. Năm 1527 La Marche bị Francis I bắt và trở thành một phần của vương triều Pháp. Nó được chia thành Haute Marche và Basse Marche, các thuộc địa của những người trước đây tiếp tục cho đến thế kỷ 17. Từ năm 1470 cho tới cuộc Cách mạng, tỉnh này thuộc thẩm quyền của Paris.
Năm 1886 Bourganeuf ville lumière, nằm ở vùng xa Creuse, đã trở thành thị trấn thứ ba ở Pháp nhận được nguồn cung cấp điện công cộng. Ba năm sau, vào năm 1889, việc xây dựng một nhà máy thủy điện nguyên thủy tại Cascade của Jarrauds trên sông Maulde nhỏ ở Saint-Martin-Château, cung cấp điện cho thị trấn nhỏ. Việc tạo ra một đường dây điện từ nhà máy đến Bourganeuf được giám sát bởi một kỹ sư tiên phong có tên là Marcel Deprez: đây là lần đầu tiên một đường dây điện trên một quãng đường dài đã được xây dựng ở Pháp. Thành tựu này đã được ban hành với đường dây điện thoại đầu tiên của khu vực, được cài đặt để cho phép truyền thông ngay giữa trạm phát điện và thị trấn mới được chiếu sáng.

## Địa lý

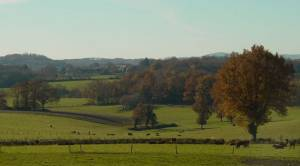
Phong cảnh Creuse

Creuse là một phần của vùng Nouvelle-Aquitaine và được bao quanh bởi các tỉnh Corrèze, Haute-Vienne, Allier, Puy-de-Dôme, Cher, và Indre.
Nó nằm ở trung tâm Massif và có sông Creuse và các chi lưu của nó chảy qua. Dòng sông được xây dựng tại nhiều địa điểm để cung cấp nước và thủy điện. Như đặc trưng của một khu vực nội địa lục địa châu Âu, Creuse có mùa đông khá lạnh với lượng tuyết rơi vào tháng 4, nhưng cũng vào mùa hè nóng. Mưa rơi trong suốt cả năm do độ cao tương đối cao.
Địa hình chủ yếu là các ngọn đồi lượn so với các thung lũng thường xuyên. Hệ sinh thái đất liền thường ôn đới mát mẻ với một loài hỗn hợp phổ biến ở phía tây nước Anh: với cây sồi, tro, hạt dẻ, bạch dương và Prunus chiếm ưu thế trên rừng. Không có vườn nho thương mại. Phần lớn nông trại là bò thịt và cả cừu.